# Game Over
Game Over és un documental de 2015 dirigit per Alba Sotorra. Va guanyar el premi al millor documental en la VIII edició dels Premis Gaudí l'any 2016.

## Argument
Djalal era un jove català, fill de l'estat del benestar, obsessionat amb els jocs de guerra i criat amb tots els capricis com a fill únic en una família de classe mitjana. Tenia tot tipus d'armes de joguina per jugar a fer el soldat i, a mesura que creixia, va començar a gravar-se a ell mateix en vídeo, recreant operacions militars i pujant els seus vídeos a Youtube, creant una identitat cibernètica, Lord_Sex, amb milers de seguidors.
Després va anar al front afganès com a franctirador. Però la guerra no és tan emocionant com sembla a les pel·lícules i en Djalal torna a casa dels seus pares desencantat. Llavors s'adona que tot ha canviat, la crisi econòmica ha afectat a la família, i es veu obligat a prendre decisions. El joc ha finalitzat i en Djalal haurà de trobar el seu propi lloc al món real.

## Repartiment
- Djalal Mohamed Banchs: Djalal
- Anna Banchs Semper :Anna
- Cristina Andreea
- Hansi Mohammadzadeh[3]